# عبد الله بن عمرو بن حرام
عبد الله بن عمرو بن حرام (المتوفي سنة 3 هـ) صحابي من الأنصار من بني حرام بن كعب من بني سلمة من الخزرج، شهد بيعة العقبة  الثانية، وكان فيها أحد نُقباء الأنصار مع البراء بن معرور عن بني سلمة، ثم شهد مع النبي محمد غزوة بدر، وقُتل يوم أحد، وكان أول من قُتل يومها، قتله سفيان بن عبد شمس أبو أبي الأعور السُّلَمِي. وكُفّن هو وعمرو بن الجموح في كفن واحد، كان لعبد الله بن عمرو من الولد جابر أمه أنيسة بنت عنمة بن عدي الخزرجية، وكان عبد الله أحمر أصلع ليس بالطويل.
وقد روى ابنه جابر أن النبي محمد ﷺ قال له: «ألا أخبرك أن الله كلم أباك كفاحًا، فقال: «يا عبدي، سلني أعطك». قال: «أسألك أن تردني إلى الدنيا، فأقتل فيك ثانيًا»، فقال: «إنه قد سبق مني أنهم إليها لا يرجعون». قال: «يا رب، فأبلغ من ورائي»»، فنزلت آية: ﴿وَلَا تَحْسَبَنَّ الَّذِينَ قُتِلُوا فِي سَبِيلِ اللَّهِ أَمْوَاتًا بَلْ أَحْيَاءٌ عِنْدَ رَبِّهِمْ يُرْزَقُونَ ۝١٦٩﴾ [آل عمران:169]. كما مر النبي محمد ﷺ بأخت عبد الله فاطمة بنت عمرو وهي تبكيه، فقال: «تبكيه أو لا تُبَكِّيه. ما زالت الملائكة تُظِلُّهُ بأجنحتها، حتى رفعتموه».